# Вспоминая 1942
«Вспоминая 1942» (кит. 一九四二, пиньинь Yī Jǐu Sì Èr, палл. И Цзю Сы Эр) — драматический фильм 2012 года, основанный на романе Лю Чжэньюнь. В романе описываются события в Китае во время Второй мировой войны. Премьера фильма состоялась 29 ноября 2012 года на Римском кинофестивале. В 2014 году фильм был предложен в качестве претендента на премию «Оскар» за лучший фильм на иностранном языке, но не был избран в число номинантов.

## Сюжет
Действие фильма происходит в Китайской провинции Хэнань, зимой 1942 года во время Японо-китайской войны 1937—1945 года. Оккупированная Японией страна погрузилась в хаос. Из-за войны, засухи и неурожая наступил массовый голод. Миллионы людей становятся беженцами пытаясь спастись в соседних провинциях. Дороги, заполненные толпами, бомбит Японская авиация. Многие из беженцев погибают от голода, бомбёжек и всеобщего озверения. Местные правители закрывают глаза на происходящее, увлёкшись внутренними распрями.
В это время в Китае находится корреспондент журнала Time Теодор Х. Уайт. Он едет в провинцию Хэнань, чтобы описать голод. Он обнаруживает что в то время, когда люди умирают каждый день, а некоторые даже прибегают к каннибализму, правительство Китайской Республики не делает ничего чтобы помочь беженцам. Чан Кайши даже хочет сдать провинцию японцам бросив беженцев.
После публикации статьи Уайта в США, правительство Чан Кайши вынуждено признать бедствие и просит оказать ему помощь. Но когда гуманитарная помощь начинает поступать в провинцию, местные чиновники и солдаты начинают борьбу за то, кто должен получить большую долю.

## В ролях
| Актёр         | Роль           |
| ------------- | -------------- |
| Эдриен Броуди | Теодор Х. Уайт |
| Тим Роббинс   | епископ Меган  |
| Чэнь Даомин   | Чан Кайши      |

## Даты выхода фильма
- 11 ноября 2012 Италия Кинофестиваль в Риме
- 29 ноября 2012 Китай 9 762 474 чел.
- 29 ноября 2012 Новая Зеландия
- 30 ноября 2012 Канада Ограниченный прокат
- 30 ноября 2012 США Ограниченный прокат
- 6 декабря 2012 Гонконг
- 6 декабря 2012 Сингапур
- 13 декабря 2012 ОАЭ Международный кинофестиваль в Дубае
- 26 апреля 2013 Тайвань
- 9 мая 2013 Россия
- 6 сентября 2013 Германия Премьера на DVD